# 多治神社
多治神社（たじじんじゃ）は、京都府南丹市日吉町にある神社。式内社で、旧社格は郷社。

## 祭神
主祭神は以下の2柱。
- 大山咋神
- 天太玉命

## 歴史
社伝では、奈良時代前期の慶雲年間（704年-707年）、天智天皇第3皇子・田原左大臣（志貴皇子、施基皇子）による創建とされる。
平安時代中期の『延喜式神名帳』では「丹波国船井郡 多沼神社（たひち・たぬ・たぬま-）」と記載され、式内社に列している。
鎮座地の集落名が「田原（たはら）郷」であることから「多治」の字があてられたと考えられているが、鎌倉時代の乾元元年（1302年）の棟札には「多沼大明神」の記載があり、「多沼」と称した時期もあったものと推測されている。
明治10年、近代社格制度において郷社に列した。

## 境内

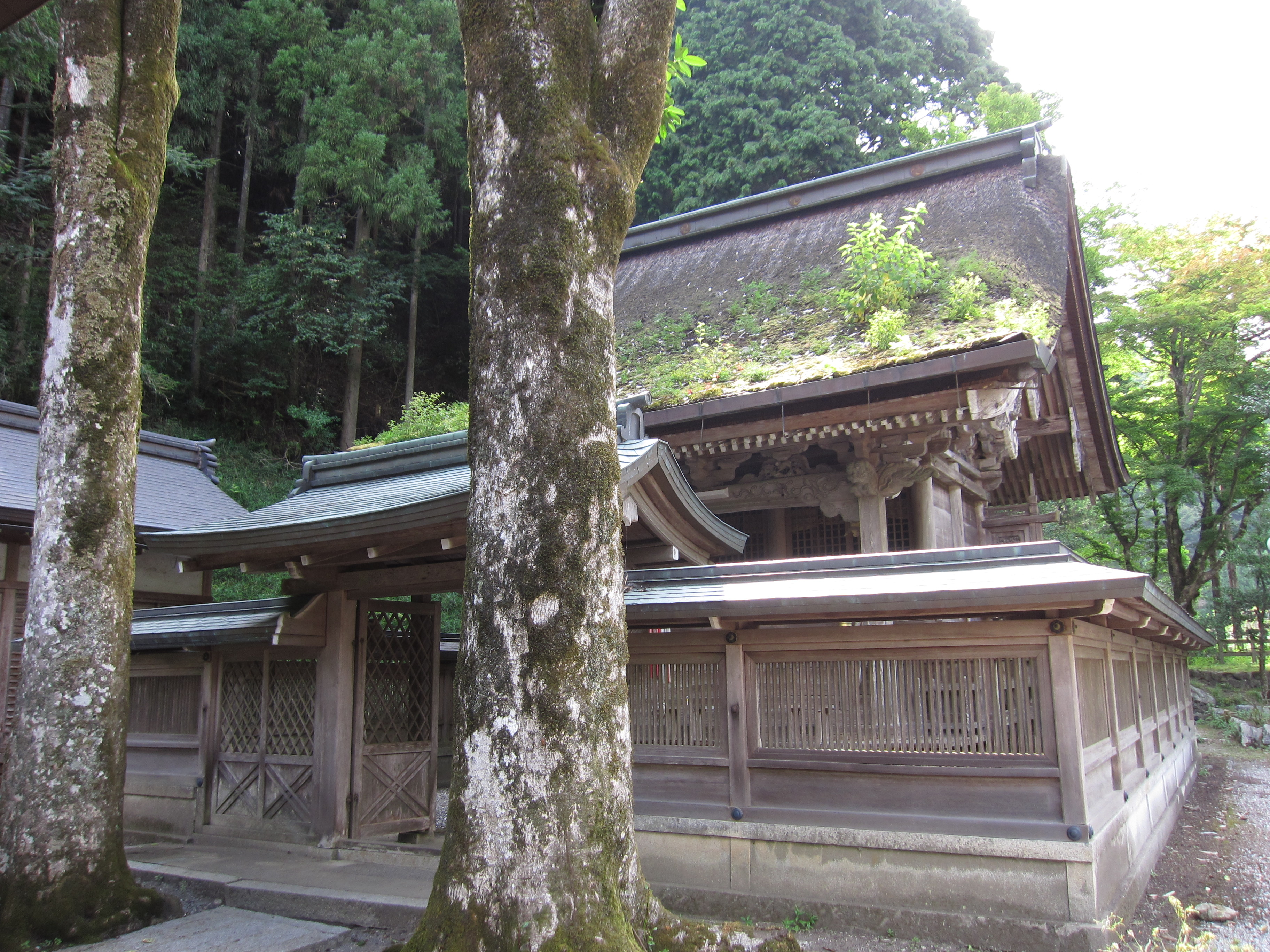
本殿 これまでに4度建て替えられており、現在の本殿は宝暦5年（1775年）の播州の宮大工による造営。二間社流造檜皮葺。京都府の登録文化財。
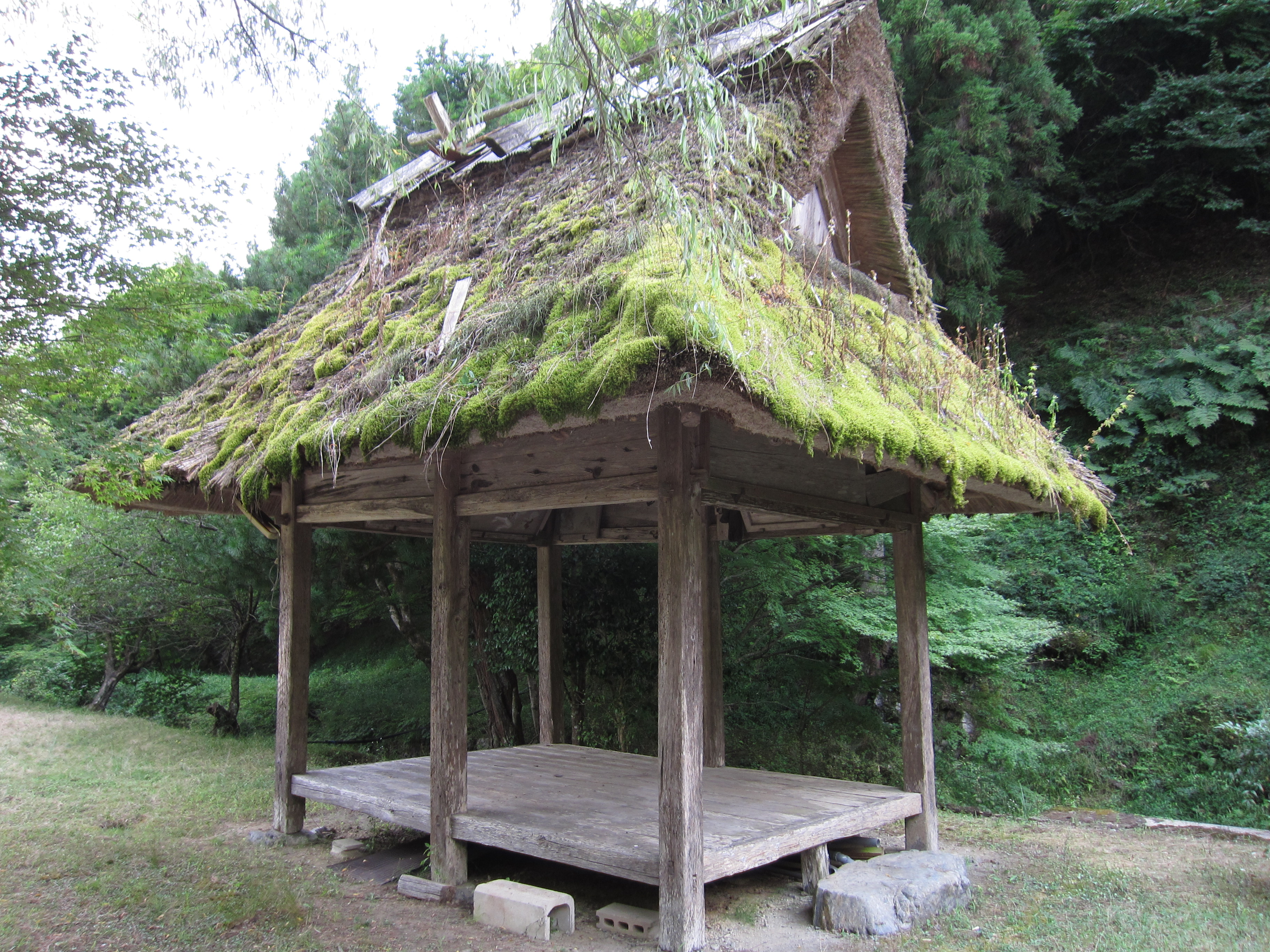
絵馬殿
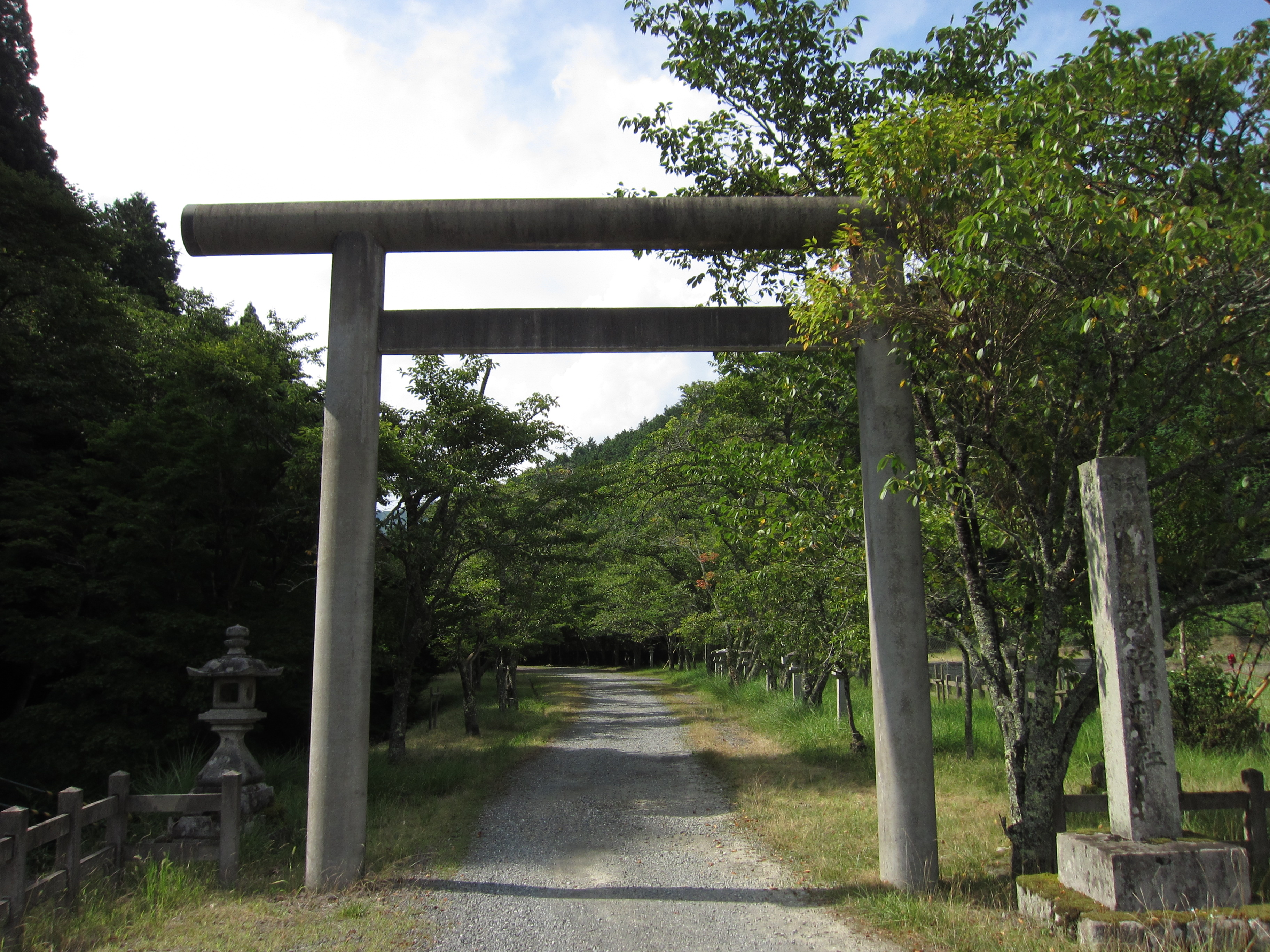
鳥居

## 摂末社

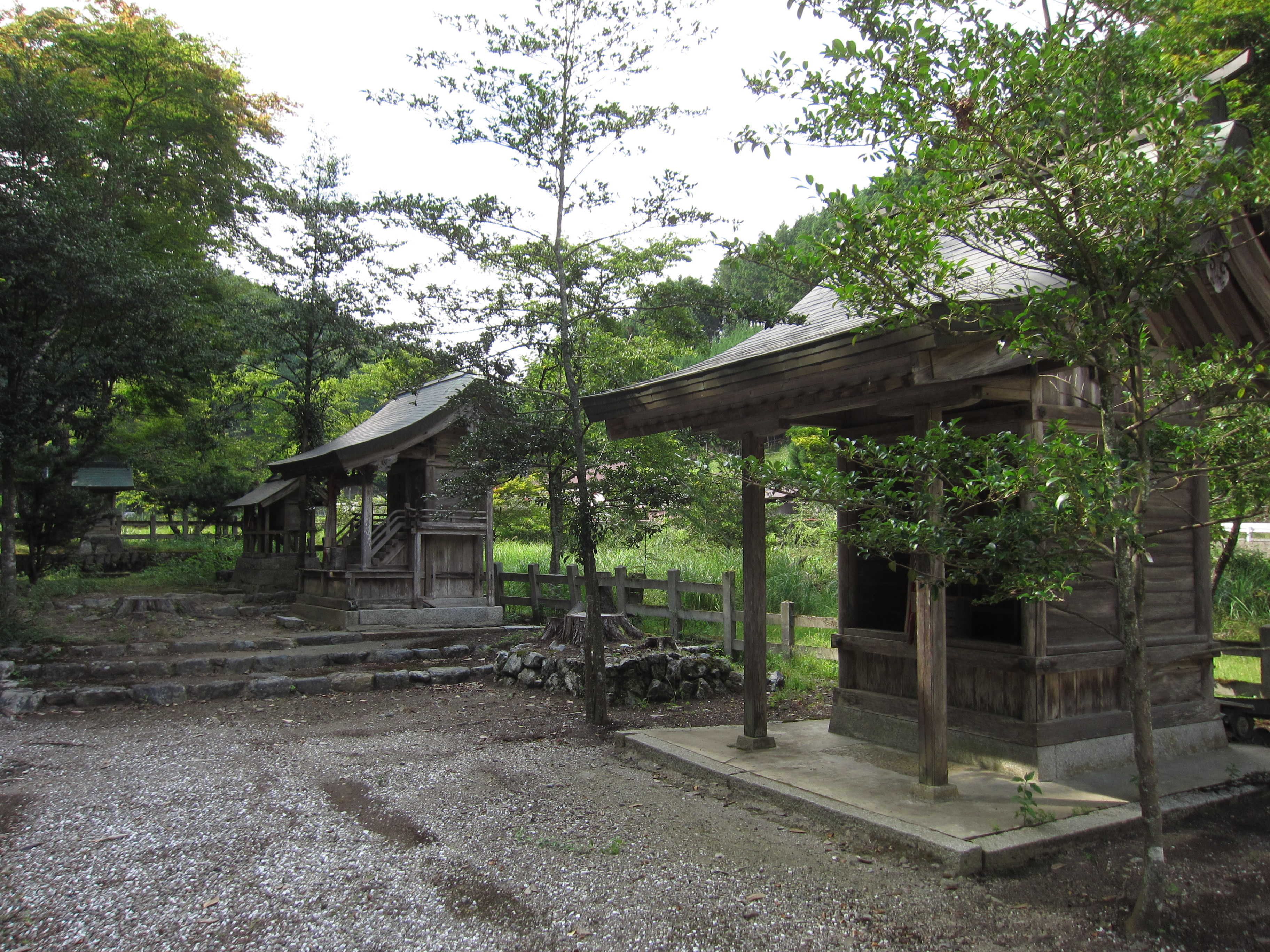
境内社

- 稲荷神社
- 天満宮
- 八幡宮
- 市杵社

## 主な祭事
- 田原の御田 （5月3日）

鎌倉時代後期の徳治2年（1306年）、豊作祈願の神事として始まった。
- 田原のカッコスリ （10月中旬）

室町時代初期の応永21年（1414年）、豊作感謝の神事として始まった。古くは10月15日に行われた。

## 文化財
※「京都府内の文化財」（京都府教育庁文化財保護課）参照

### 重要無形民俗文化財（国指定）
- 田原の御田 - 2000年（平成12年）指定

### 京都府指定無形民俗文化財
- 田原のカッコスリ - 1983年（昭和58年）指定

### 京都府登録文化財
- 本殿（附 棟札5札） - 1985年（昭和60年）登録

### 京都府文化財環境保全地区
- 多治神社文化財環境保全地区 - 1985年（昭和60年）決定

### 南丹市指定文化財
- 神輿2基

江戸時代後期の弘化2年（1845年）、京の大工・吉野家甚之丞による製作。1987年（昭和62年）指定

## 現地情報
所在地
- 京都府南丹市日吉町田原宮後2-2

交通アクセス
- 最寄駅：JR西日本山陰本線 日吉駅から、南丹市市営バスまたは車で約15分

周辺
- 小多治神社 （南丹市日吉町田原） - カッコスリ時に小多治神社前でカッコスリが奉納される[5]
- 多治神社 （南丹市日吉町生畑） - 当社から勧請

## 関連文献
（記事執筆に使用していない関連文献）
- 「多治神社」『京都府史蹟勝地調査會報告 第三冊』京都府、1922年。 - リンクは国立国会図書館デジタルコレクション。